# دفن النفايات

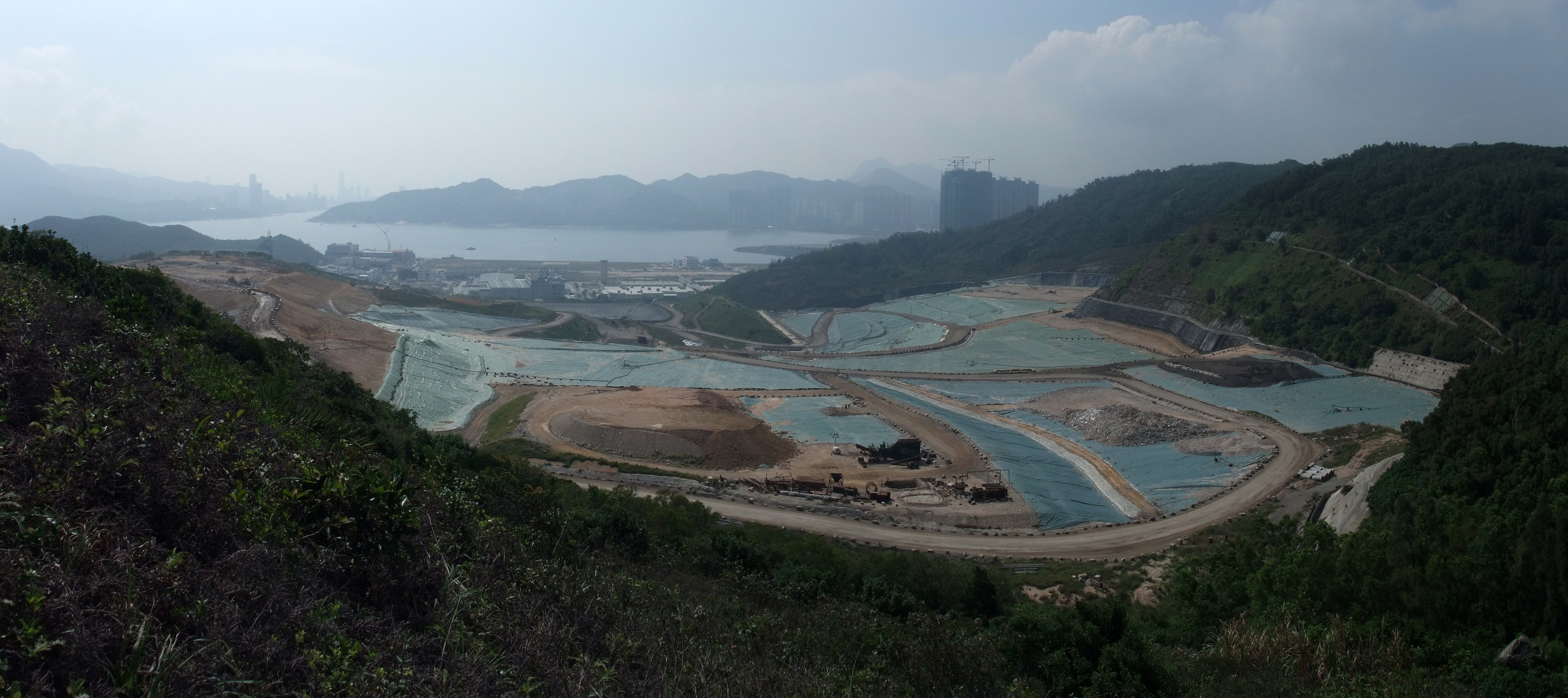
مركز ردم النفايات التقني في مقاطعة هونغ كونغ

رَدْم النُفايات أو دَفْن أو قَلْب النُفايات (بالإنجليزية: Landfill)‏ هو موقع مصمم لحفظ الفضلات المختلفة دون التسبب في تلوث البيئة. وهو أقدم أنماط معالجة النفايات.
يتكون مركز الردم من مجموعة من الحفر المكونة في التربة حيث تفرغ الفضلات وتدوّر، وبعد امتلاء أي حفرة تغطى بمواد بلاستيكية ومن ثم تستخرج الغازات الحيوية المنبعثة منها، ففي أسوأ الأحوال تحرق لتجنب انبعاث غاز الميثان. أما أفضل الطرق فهي استغلال هذه الغازات في توليد الحرارة و/أو الكهرباء.
يغلق المركز بسياج كما يجهز عند المدخل بجسر قبان لوزن حمولة الشاحنات وكذلك يزود بجهاز الكشف عن الإشعاعات.

## ميزات ردم النفايات
مقلب النفايات عادة مايكون أفضل طريقة من حيث السعر-الفعالية للتخلص من النفايات، خصوصا في البلدان التي تملك مساحات كبيرة.بينما تتطلب استعادة الموارد و ترميد النفايات تكلفة عالية في التجهيزات، ويحتاج تدوير المواد إلى طاقة بشرية كبيرة في الصيانة، يتطلب مقلب النفايات صيانة بسيطة وتكلفتها صغيرة، مما يسمح لهم بتأييد كبير.بالإضافة إلى ذلك، يمكن تطوير غاز مقلب النفايات ليصبح غاز طبيعي ويعتبر دخل مستمر.